# Appendicula penicillata
Appendicula penicillata är en orkidéart som beskrevs av Carl Ludwig von Blume. Appendicula penicillata ingår i släktet Appendicula och familjen orkidéer. Inga underarter finns listade i Catalogue of Life.